# 明田川仁
明田川 仁（あけたがわ じん、1972年8月7日 - ）は、日本の音響監督。マジックカプセル所属。父はマジックカプセル代表で同じく音響監督の明田川進。

## 参加作品
特記のない限り全て音響監督としての参加。

### テレビアニメ
1995年
- ぼのぼの（選曲）

1996年
- エルフを狩るモノたち（選曲）

1997年
- エルフを狩るモノたちII（選曲）
- はれときどきぶた（アフレコ演出助手）

1999年
- アニメ愛のあわあわアワー
- KAIKANフレーズ
- ゾイド -ZOIDS-

2000年
- ドッとKONIちゃん

2001年
- ジーンシャフト
- ゾイド新世紀スラッシュゼロ

2002年
- デュエル・マスターズ
- ヒートガイジェイ
- ロックマンエグゼ

2003年
- 真月譚 月姫
- 神魂合体ゴーダンナー!!
- ロックマンエグゼAXESS

2004年
- うた∽かた
- くじびきアンバランス
- げんしけん
- 神魂合体ゴーダンナー!! SECOND SEASON
- ゾイドフューザーズ
- デュエル・マスターズ チャージ
- To Heart 〜Remember my Memories〜
- ニニンがシノブ伝
- 光と水のダフネ
- ロックマンエグゼStream

2005年
- 苺ましまろ
- 極上生徒会
- 灼眼のシャナ
- ディノブレイカー
- ToHeart2
- トリニティ・ブラッド
- ノエイン もうひとりの君へ
- ハチミツとクローバー
- フタコイ オルタナティブ
- ロックマンエグゼBEAST

2006年
- ウィッチブレイド
- かしまし 〜ガール・ミーツ・ガール〜
- ガラスの艦隊
- くじびき♥アンバランス
- ゼーガペイン
- タクティカルロア
- となグラ!
- ハチミツとクローバーII
- REC

2007年
- キスダム -ENGAGE planet-
- キミキス pure rouge
- げんしけん2
- 灼眼のシャナII（Second）
- 神曲奏界ポリフォニカ
- スカイガールズ
- sola
- のだめカンタービレ
- 爆丸バトルブローラーズ
- ぼくらの
- ぽてまよ

2008年
- 狂乱家族日記
- セキレイ
- 鉄腕バーディー DECODE
- とらドラ!
- のだめカンタービレ 巴里編
- BLASSREITER
- 北斗の拳 ラオウ外伝 天の覇王

2009年
- 青い花
- 明日のよいち!
- アスラクライン
- アスラクライン2
- CANAAN
- クイーンズブレイド 流浪の戦士
- クイーンズブレイド 玉座を継ぐ者
- 神曲奏界ポリフォニカ クリムゾンS
- 鉄腕バーディー DECODE:02
- とある科学の超電磁砲
- バスカッシュ!
- 初恋限定。
- よくわかる現代魔法

2010年
- 裏切りは僕の名前を知っている
- オオカミさんと七人の仲間たち
- おとめ妖怪 ざくろ
- 聖痕のクェイサー
- セキレイ〜Pure Engagement〜
- 探偵オペラ ミルキィホームズ
- のだめカンタービレ フィナーレ
- 百花繚乱 サムライガールズ
- 迷い猫オーバーラン!
- もっとTo LOVEる -とらぶる-
- れでぃ×ばと!

2011年
- あの日見た花の名前を僕達はまだ知らない。
- 快盗天使ツインエンジェル〜キュンキュン☆ときめきパラダイス!!〜
- 神様のメモ帳
- 灼眼のシャナIII-FINAL-
- セイクリッドセブン
- 聖痕のクェイサーII
- 探偵オペラ ミルキィホームズ サマー・スペシャル
- 花咲くいろは
- 緋弾のアリア
- ベン・トー
- 放浪息子
- マイの魔法と家庭の日
- 魔乳秘剣帖
- ロウきゅーぶ!

2012年
- あの夏で待ってる
- うぽって!!
- AKB0048
- えびてん 公立海老栖川高校天悶部
- キルミーベイベー
- クイーンズブレイド リベリオン
- さくら荘のペットな彼女
- 好きっていいなよ。
- ゼロの使い魔F
- TARI TARI
- 探偵オペラ ミルキィホームズ 第2幕
- 探偵オペラ ミルキィホームズ Alternative ONE & TWO
- トータル・イクリプス
- To LOVEる -とらぶる- ダークネス
- ハイスクールD×D
- モーレツ宇宙海賊
- 輪廻のラグランジェ
- 輪廻のラグランジェ season2

2013年
- 有頂天家族
- AKB0048 next stage
- 俺の彼女と幼なじみが修羅場すぎる
- きんいろモザイク
- ゴールデンタイム
- 琴浦さん
- 翠星のガルガンティア
- ストライク・ザ・ブラッド
- D.C.III 〜ダ・カーポIII〜
- 超次元ゲイム ネプテューヌ THE ANIMATION
- とある科学の超電磁砲S
- 凪のあすから
- ハイスクールD×D NEW
- はたらく魔王さま！
- 百花繚乱 サムライブライド
- 変態王子と笑わない猫。
- WHITE ALBUM2
- 機巧少女は傷つかない
- ミス・モノクローム -The Animation-
- ゆゆ式
- 夜桜四重奏 〜ハナノウタ〜
- ロウきゅーぶ!SS

2014年
- アルドノア・ゼロ
- エスカ&ロジーのアトリエ 〜黄昏の空の錬金術士〜
- 彼女がフラグをおられたら
- グリザイアの果実
- 健全ロボ ダイミダラー
- ご注文はうさぎですか?
- 四月は君の嘘
- 白銀の意思 アルジェヴォルン
- 精霊使いの剣舞
- 天体のメソッド
- ノーゲーム・ノーライフ
- ノブナガ・ザ・フール
- 龍ヶ嬢七々々の埋蔵金

2015年
- アルスラーン戦記
- VALKYRIE DRIVE -MERMAID-
- がっこうぐらし!
- 機動戦士ガンダム 鉄血のオルフェンズ
- グリザイアの楽園
- ご注文はうさぎですか??
- コメット・ルシファー
- 下ネタという概念が存在しない退屈な世界
- 純潔のマリア
- 食戟のソーマ
- スタミュ
- ダンジョンに出会いを求めるのは間違っているだろうか
- To LOVEる -とらぶる- ダークネス 2nd
- ハイスクールD×D BorN
- ハロー!!きんいろモザイク
- ヘヴィーオブジェクト
- ミカグラ学園組曲
- ミス・モノクローム -The Animation- 2
- 落第騎士の英雄譚
- わかば*ガール

2016年
- アクティヴレイド -機動強襲室第八係-
- アルスラーン戦記 風塵乱舞
- Occultic;Nine -オカルティック・ナイン-
- おしえて! ギャル子ちゃん
- クラシカロイド
- 月曜日のたわわ
- 斉木楠雄のΨ難
- 最弱無敗の神装機竜
- 食戟のソーマ 弐ノ皿
- Dimension W
- NORN9 ノルン+ノネット
- ブブキ・ブランキ
- ブブキ・ブランキ 星の巨人
- フリップフラッパーズ
- プリンス・オブ・ストライド オルタナティブ
- モンスターハンター ストーリーズ RIDE ON
- Re:ゼロから始める異世界生活
- WWW.WORKING!!

2017年
- ID-0
- Infini-T Force
- 有頂天家族2
- ゲーマーズ!
- クズの本懐
- クジラの子らは砂上に歌う
- 血界戦線 & BEYOND
- Just Because!
- ソード・オラトリア ダンジョンに出会いを求めるのは間違っているだろうか外伝
- ツインエンジェルBREAK
- 亜人ちゃんは語りたい
- ナイツ&マジック
- ノラと皇女と野良猫ハート
- 風夏
- 魔法陣グルグル
- 食戟のソーマ 餐ノ皿
- Re:CREATORS
- 少女終末旅行

2018年
- ガンダムビルドダイバーズ
- キリングバイツ
- ゴブリンスレイヤー
- ゴールデンカムイ
- こみっくがーるず
- 食戟のソーマ 餐ノ皿 遠月列車篇
- スロウスタート
- ソードアート・オンライン オルタナティブ ガンゲイル・オンライン
- 宇宙よりも遠い場所
- Phantom in the Twilight
- 転生したらスライムだった件
- となりの吸血鬼さん
- ハイスクールD×D HERO
- 覇穹 封神演義
- ゆらぎ荘の幽奈さん
- はたらく細胞
- Back Street Girls -ゴクドルズ-
- 天狼 Sirius the Jaeger
- やがて君になる

2019年
- あひるの空
- 異世界かるてっと
- 炎炎ノ消防隊
- えんどろ〜!
- かぐや様は告らせたい〜天才たちの恋愛頭脳戦〜
- グランベルム
- 食戟のソーマ 神ノ皿
- 女子高生の無駄づかい
- 慎重勇者〜この勇者が俺TUEEEくせに慎重すぎる〜
- ダンジョンに出会いを求めるのは間違っているだろうか II
- とある科学の一方通行
- Dr.STONE
- ぬるぺた
- Fairy gone フェアリーゴーン
- フルーツバスケット
- 星合の空
- ライフル・イズ・ビューティフル
- revisions リヴィジョンズ
- ロード・エルメロイII世の事件簿 -魔眼蒐集列車 Grace note-
- バビロン

2020年
- 炎炎ノ消防隊 弐ノ章
- 推しが武道館いってくれたら死ぬ
- かぐや様は告らせたい？〜天才たちの恋愛頭脳戦〜
- ゴールデンカムイ（第3期）
- ご注文はうさぎですか? BLOOM
- 食戟のソーマ 豪ノ皿
- とある科学の超電磁砲T 
- ダーウィンズゲーム
- ダンジョンに出会いを求めるのは間違っているだろうか Ⅲ
- フルーツバスケット 2nd season
- ミュークルドリーミー
- モンスター娘のお医者さん
- Re:ゼロから始める異世界生活 2nd season

2021年
- たとえばラストダンジョン前の村の少年が序盤の街で暮らすような物語
- スケートリーディング☆スターズ
- 無職転生 〜異世界行ったら本気だす〜
- ホリミヤ
- カードファイト!! ヴァンガード overDress
- ひげを剃る。そして女子高生を拾う。
- Vivy -Fluorite Eye's Song-
- 86-エイティシックス-
- ミュークルドリーミー みっくす！
- 死神坊ちゃんと黒メイド
- 現実主義勇者の王国再建記
- NIGHT HEAD 2041
- 境界戦機

2022年
- 失格紋の最強賢者
- 処刑少女の生きる道
- くノ一ツバキの胸の内
- カードファイト!! ヴァンガード will+Dress
- Dr.STONE 龍水
- はたらく魔王さま!!
- RWBY 氷雪帝国
- 機動戦士ガンダム 水星の魔女
- 忍の一時
- 後宮の烏
- 陰の実力者になりたくて!
- クールドジ男子

2023年
- お隣の天使様にいつの間にか駄目人間にされていた件
- あやかしトライアングル
- シュガーアップル・フェアリーテイル
- 贄姫と獣の王
- Opus.COLORs
- 絆のアリル
- オーバーテイク!
- 新しい上司はど天然

2024年
- 悪役令嬢レベル99 〜私は裏ボスですが魔王ではありません〜
- Lv2からチートだった元勇者候補のまったり異世界ライフ
- バーテンダー 神のグラス
- 2.5次元の誘惑
- なぜ僕の世界を誰も覚えていないのか?
- 異世界失格
- ATRI -My Dear Moments-
- 天穂のサクナヒメ
- 魔王2099
- Re:ゼロから始める異世界生活 3rd season
- 姫様“拷問”の時間です
- アオのハコ

2025年
- SAKAMOTO DAYS
- うたごえはミルフィーユ
- フードコートで、また明日。
- 男女の友情は成立する？（いや、しないっ!!）
- 九龍ジェネリックロマンス
- 帝乃三姉妹は案外、チョロい。
- 9-nine- Ruler’s Crown
- 姫騎士は蛮族の嫁

2026年
- Re:ゼロから始める異世界生活 4th season

### 劇場アニメ
1997年
- 地球が動いた日（音響制作担当）

2005年
- 劇場版デュエル・マスターズ 闇の城の魔龍凰
- 劇場版ロックマンエグゼ 光と闇の遺産

2007年
- 劇場版 灼眼のシャナ

2010年
- 魔法少女リリカルなのは The MOVIE 1st

2011年
- 万能野菜 ニンニンマン

2012年
- コードギアス 亡国のアキト
- セイクリッドセブン 銀月の翼
- 魔法少女リリカルなのは The MOVIE 2nd A's

2013年
- 劇場版 あの日見た花の名前を僕達はまだ知らない。
- 劇場版 とある魔術の禁書目録 -エンデュミオンの奇蹟-
- 劇場版 花咲くいろは HOME SWEET HOME

2014年
- モーレツ宇宙海賊 ABYSS OF HYPERSPACE -亜空の深淵-

2015年
- 心が叫びたがってるんだ。

2016年
- きんいろモザイク Pretty Days
- モンスターストライク THE MOVIE はじまりの場所へ

2017年
- ノーゲーム・ノーライフ ゼロ

2018年
- 劇場版Infini-T Force/ガッチャマン さらば友よ
- モンスターストライク THE MOVIE ソラノカナタ

2019年
- 劇場版 ダンジョンに出会いを求めるのは間違っているだろうか -オリオンの矢-
- BLACKFOX
- 空の青さを知る人よ

2021年
- サイダーのように言葉が湧き上がる
- DEEMO サクラノオト -あなたの奏でた音が、今も響く-
- The Journey

2022年
- 劇場版 転生したらスライムだった件 紅蓮の絆編

2024年
- トラペジウム
- 風都探偵 仮面ライダースカルの肖像

2025年
- 劇場版プロジェクトセカイ 壊れたセカイと歌えないミク

### OVA
1996年
- 銀河英雄伝説第4期（音響制作）

1998年
- 銀河英雄伝説外伝第1期（音響制作）

1999年
- 銀河英雄伝説外伝第2期（音響制作）

2001年
- サンリオ世界名作劇場
- ぷにぷに☆ぽえみぃ

2003年
- エイケン エイケンヴより愛をこめて

2004年
- 蒼い海のトリスティア
- 一撃殺虫!!ホイホイさん

2005年
- 鴉 -KARAS-

2006年
- 灼眼のシャナSP「恋と温泉の校外学習!」
- スカイガールズ
- BALDR FORCE EXE RESOLUTION

2007年
- 苺ましまろ
- こはるびより
- テイルズ オブ シンフォニア THE ANIMATION

2008年
- 快盗天使ツインエンジェル

2009年
- 苺ましまろ encore
- きグルみっく☆V3 -ベストエピソードコレクション-
- 灼眼のシャナS

2010年
- エア・ギア 黒の羽と眠りの森
- クイーンズブレイド 美しき闘士たち
- G-taste
- 聖痕のクェイサー 〜女帝の肖像〜
- テイルズ オブ シンフォニア THE ANIMATION テセアラ編
- とある科学の超電磁砲
- 眼鏡なカノジョ
- 夜桜四重奏 〜ホシノウミ〜

2011年
- クイーンズブレイド プレミアムビジュアルブック
- テイルズ オブ シンフォニア THE ANIMATION 世界統合編
- ナナとカオル

2012年
- あくちぇる・わーるど。
- 輪廻のラグランジェ 鴨川デイズ

2013年
- アークIX
- カガクなヤツら
- 夜桜四重奏 〜ツキニナク〜

2014年
- ノゾ×キミ

2015年
- OVA 快盗天使ツインエンジェル 〜キュンキュン☆ときめきパラダイス!!〜
- ハイスクールD×D NEW
- ハイスクールD×D BorN

2016年
- Under the Dog
- ストライク・ザ・ブラッド II

2017年
- ご注文はうさぎですか?? 〜Dear My Sister〜

2018年
- クイーンズブレイドUNLIMITED

2022年
- フルーツバスケット -prelude-
- 女の園の星

2024年
- コードギアス 奪還のロゼ

### Webアニメ
2015年
- アニメ モンスターストライク

2016年
- 月曜日のたわわ

2017年
- アニメ モンスターストライク(第2期)
- いたずら魔女と眠らない街

2018年
- A.I.C.O. Incarnation
- アニメ モンスターストライク(第3期)
- 約束の七夜祭り

2019年
- みるタイツ
- ガンダムビルドダイバーズRe:RISE
- ガンダムビルドダイバーズ バトローグ

2021年
- 幼女社長
- 極主夫道
- 月曜日のたわわ2
- ガンダムブレイカー バトローグ

2022年
- 風都探偵

2023年
- 転生したらスライムだった件 コリウスの夢
- プロジェクトセカイ カラフルステージ! feat. 初音ミク 3周年記念 メインストーリーダイジェストアニメーション

2024年
- 村井の恋
- コアルヒーだいすき
- ラッキーなサファリでおにごっこ!?

### ゲーム
2009年
- とらドラ・ポータブル!（スペシャルサンクス）

2011年
- とある科学の超電磁砲（アニメーションパート）
- ロウきゅーぶ! ※濱野高年との連名

### ドラマCD
- 好きっていいなよ。
- たいようのいえ
- 爆走兄弟レッツ&ゴー!! 超青春ドラマCD

### CM
- テレビCM マルイノアニメ「猫がくれたまぁるいしあわせ」（2018年）[63]

### パチンコ・スロット機
- アイマリンプロジェクト第3弾[64]

### ラジオ番組ディレクター
- 中原麻衣・岩田光央のラジオネレイス（2004年）